# Бен Ладен намерен нанести удар по США
«Бен Ладен намерен нанести удар по США» (англ. Bin Ladin Determined To Strike in US) — Ежедневное президентское резюме, подготовленное Центральным разведывательным управлением и переданное президенту США Джорджу У. Бушу в понедельник, 6 августа 2001 года, за 36 дней до терактов 11 сентября. В документе содержалось предупреждение об угрозе террористических атак со стороны Усамы бен Ладена и «Аль-Каиды», включая «подозрительную активность в этой стране, связанную с подготовкой к захвату» американского самолёта.

## Ежедневное президентское резюме
Ежедневное президентское резюме (PDB) — сводка важной секретной информации о национальной безопасности, собранной различными разведывательными службами США и предоставленной президенту и избранной группе высокопоставленных должностных лиц. 6 августа 2001 года Центральное разведывательное управление (ЦРУ) представило очередную ежедневную сводку для президента Буша, который отдыхал на своём ранчо в Кроуфорде, штат Техас.
С этой сводкой ошибочно связывается ответ Буша «Всё в порядке. Вы прикрыли свою задницу» (All right. You've covered your ass). Однако этот ответ был получен несколькими месяцами ранее на другой PDB, связанный с бен Ладеном. В течение 2001 года аналитики ЦРУ подготовили несколько докладов, предупреждающих о предстоящих нападениях бен Ладена и «Аль-Каиды». Высокопоставленные чиновники, включая вице-президента Дика Чейни и сотрудников офиса Дональда Рамсфелда в Министерстве обороны, задались вопросом, не являются ли эти сообщения дезинформацией со стороны «Аль-Каиды», намеренно направленным на ненужное расходование ресурсов в ответ. После переоценки обоснованных рисков, связанных с этими недавними сообщениями, аналитики ЦРУ подготовили доклад под названием «Угрозы со стороны УБЛ [Усамы бен Ладена] реальны» (UBL [Usama Bin Laden] Threats Are Real). Именно после этого доклада президент дал тот скандально известный ответ.

## Рассекречивание
Содержание меморандума держалось в секрете, как и в случае других PDB, за исключением нескольких, до тех пор, пока в 2002 году не произошла утечка информации. CBS Evening News сообщила об этом документе 15 мая.
PDB был рассекречен и одобрен для передачи Комиссии 11 сентября 10 апреля 2004 года и был включён в отчёт комиссии, опубликованный 22 июля 2004 года. Согласно Архиву национальной безопасности, президент Буш был первым действующим президентом, обнародовавшим PDB.

## Анализ
В ответ на обвинения в том, что администрация не отреагировала на содержание резюме, госсекретарь США Кондолиза Райс и генерал Ричард Майерс подчеркнули, что PDB ЦРУ не предупреждало президента о конкретной новой угрозе, а «содержало историческую информацию, основанную на старых отчётах».